# Zdeněk Seidl
Zdeněk Seidl (ur. 18 sierpnia 1950 we Vlašimiu) – czeski lekarz, nauczyciel akademicki, polityk, i samorządowiec, profesor.

## Życiorys
Ukończył w 1975 studia lekarskie na Uniwersytecie Karola w Pradze. Specjalizował się w zakresie radiodiagnostyki i neurologii. W latach 1979–2008 pracował w klinice neurologii i radiologii uniwersyteckiego szpitala w Pradze, od 1996 jako ordynator. W 1993 uzyskał habilitację, obejmując stanowisko docenta. W 2004 został profesorem. W latach 2007–2009 był dyrektorem i udziałowcem centrum rehabilitacji. Zajmował stanowisko rektora w prywatnej szkole wyższej Vysoká škola zdravotnická w Pradze (2007–2013).
Został działaczem Czeskiej Partii Socjaldemokratycznej i członkiem władz ČSSD w kraju środkowoczeskim. W 1998 uzyskał mandat radnego rady miejskiej we Vlašimie. W latach 2008–2012 był radnym sejmiku krajowego i zastępcą hetmana kraju środkowoczeskiego. W 2016 ponownie został radnym sejmiku, w którym zasiadał do 2020. W 2022 wybrany na radnego Pragi z ramienia koalicji skupionej wokół SPD.